# سوتا کاوازاکی
سوتا کاوازاکی (ژاپنی: 川﨑 颯太؛ زادهٔ ۳۰ ژوئیهٔ ۲۰۰۱) یک بازیکن فوتبال اهل ژاپن است.
از باشگاه‌هایی که در آن بازی کرده‌است می‌توان به باشگاه فوتبال کیوتو سانگا اشاره کرد.